# Scutum Fidei

Schéma du Scutum Fidei.

Le Scutum Fidei (« bouclier de la foi » en latin), parfois nommé Scutum [Sanctæ] Trinitatis (« bouclier de la [Sainte] Trinité »), est un symbole chrétien traditionnel qui illustre la doctrine de la Trinité. Sous une forme géométrique, il reprend la première partie du Symbole d'Athanase. Ce type de dessin apparaît au cours du Moyen Âge, dans les manuscrits comme dans les églises, à des fins d'enseignement ou d'ornementation. Ce thème se retrouve sous la forme de bas-reliefs, de peintures ou de vitraux.
Il figure également dans certains blasons en tant que meuble héraldique, entre autres dans les armoiries imaginaires de la Trinité, souvent d'azur - ou de gueules - au Scutum Fidei d'argent.

## Description

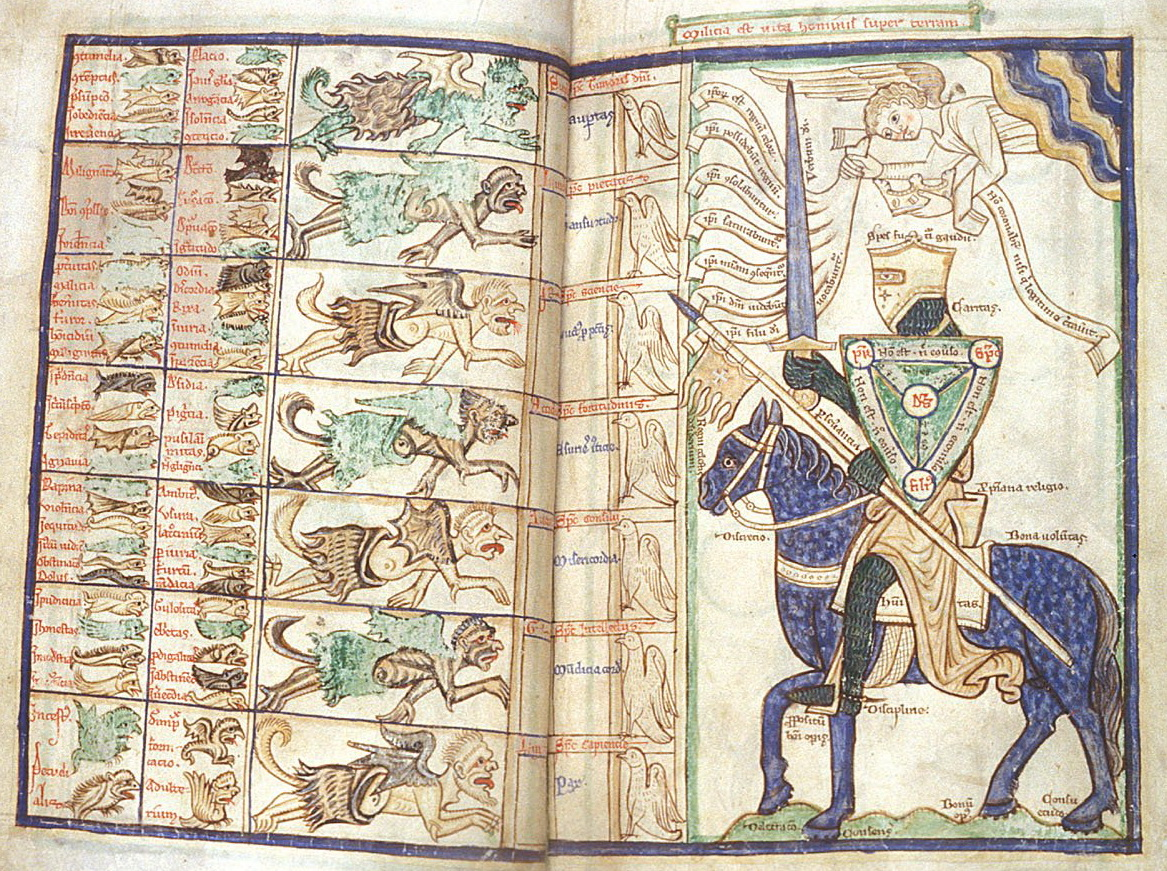
Illustration de la Summa Vitiorum de Guillaume Peyraut (v. 1260) où un chevalier symbolique, protégé par le Scutum Fidei, s'apprête à combattre les sept péchés capitaux.

Le Scutum Fidei, « bouclier de la foi », est mentionné parmi les armes du combat spirituel énumérées dans le dernier chapitre de l'Épître aux Éphésiens : 

« Tenez donc ferme : ayez à vos reins la vérité pour ceinture ; revêtez la cuirasse de la justice ; mettez pour chaussure à vos pieds le zèle que donne l’Évangile de paix ; prenez par-dessus tout cela le bouclier de la foi, avec lequel vous pourrez éteindre tous les traits enflammés du malin ; prenez aussi le casque du salut, et l’épée de l’Esprit, qui est la parole de Dieu. »

L'image du Scutum Fidei illustre la doctrine paradoxale de la Trinité, selon laquelle le Dieu unique du christianisme existe en trois personnes (ou hypostases) distinctes, liées les unes aux autres, et est pourtant « un ». 

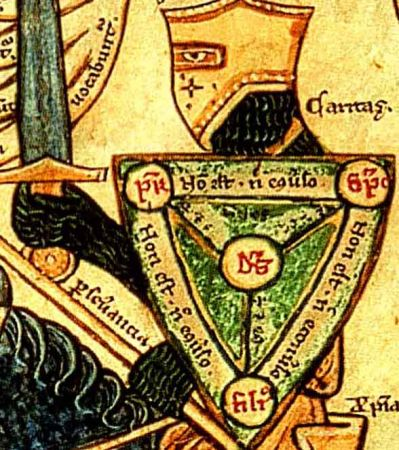
Détail du livre de Guillaume Peyraut avec les bandeaux bidirectionnels.

Le schéma de base est un triangle équilatéral, ou parfois isocèle, formé par trois bandeaux aux angles desquels se trouvent des cercles. À l'intérieur du triangle, trois autres bandeaux mènent à un cercle, souvent situé au milieu et plus grand que les cercles extérieurs. Ceux-ci portent les inscriptions Pater (« Père »), Filius (« Fils ») et Spiritus [Sanctus] (« [Saint] Esprit »), et le cercle central le mot Deus (« Dieu »). Les bandeaux extérieurs indiquent non est (« n'est pas »), et les bandeaux intérieurs, est (« est »). Les bandeaux peuvent être lus de telle sorte que chacun des cercles contienne le sujet grammatical, c'est-à-dire dans les deux sens.
Pater est Deus. - Deus est Pater.
Le Père est Dieu. - Dieu est le Père.
Filius est Deus. - Deus est Filius.
Le Fils est Dieu. - Dieu est le Fils.
Spiritus est Deus. - Deus est Spiritus.
L'Esprit est Dieu. - Dieu est l'Esprit.
Pater non est Filius. - Filius non est Pater.
Le Père n'est pas le Fils. - Le Fils n'est pas le Père.
Pater non est Spiritus. - Spiritus non est Pater.
Le Père n'est pas l'Esprit. - L'Esprit n'est pas le Père.
Filius non est Spiritus. - Spiritus non est Filius.
Le Fils n'est pas l'Esprit. - L'Esprit n'est pas le Fils.

## Histoire

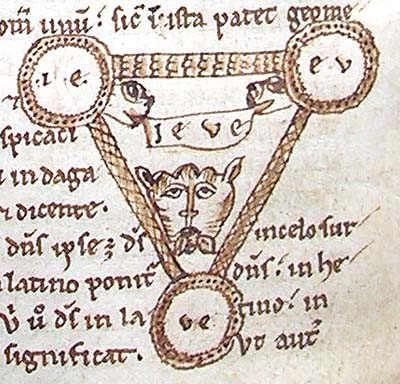
Le schéma de Pierre Alphonse, 1109.

Face à des accusations récurrentes de polythéisme, l'Église primitive adopte très tôt une pédagogie par l'image afin de rendre compréhensibles les « mystères » de sa doctrine, en particulier celui de la Trinité. Le triangle équilatéral, symbole de la Trinité, est souvent inscrit dans un cercle, lui-même symbole traditionnel de Dieu, conformément aux usages de la Grèce antique, où le cercle représentait la perfection, l'infini, l'éternité. 
La plus ancienne association du cercle avec la Trinité se trouve dans le traité De Trinitate (IX, 5, 7) d'Augustin d’Hippone, où sont décrits trois anneaux d'or, distincts mais d'une seule substance.
Dans le Dialogus contra Iudaeos (1109), où Pierre Alphonse débat de la Trinité, le schéma de trois cercles reliés en une figure triangulaire apparaît comme le précurseur du Scutum Fidei. Le Tétragramme, nom sacré de Dieu, y figure sous l'aspect de quatre lettres, comme le veut le judaïsme ; mais, au lieu de l'habituelle translittération YHWH, Pierre Alphonse transcrit le Tétragramme par IEVE en répartissant ces lettres dans les trois cercles.

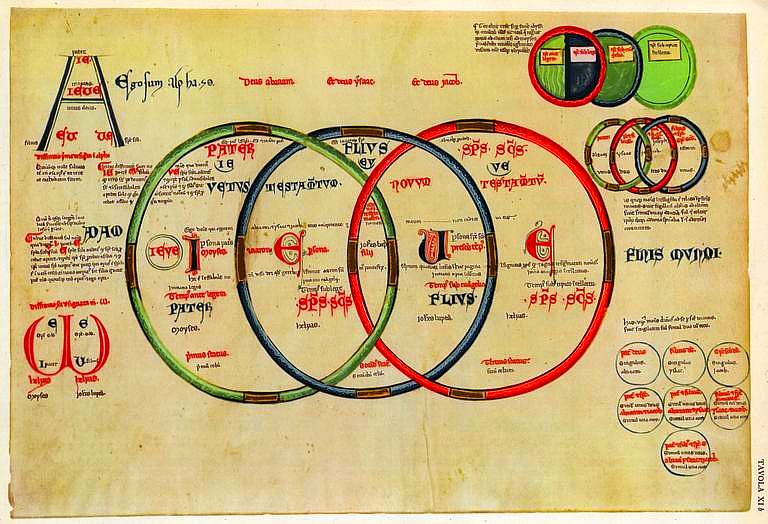
Les anneaux de Joachim de Flore, Liber Figurarum, Tabla XIb.

Un demi-siècle plus tard, Joachim de Fiore s'inspire de cette vision du Tétragramme dans son Liber Figurarum (it), où il dispose les lettres IEVE dans un dessin de trois anneaux entrelacés et identiques les uns aux autres, mais de couleur différente, pour illustrer sa théorie des « trois règnes » du Père, du Fils et de l'Esprit.
Enfin, le Scutum Fidei proprement dit est attesté pour la première fois dans un manuscrit de Pierre de Poitiers, le Compendium Historiæ in Genealogia Christi (v. 1210). Le diagramme devient alors de plus en plus populaire et réapparaît notamment dans la Chronica Majora de Matthieu Paris (XIIIe siècle) ou dans le Missel de Sherborne (début du XVe siècle).
Au début du XVe siècle, également, Jérôme de Prague adapte le dessin d'origine pour créer son Scutum Fidei Christianæ, ou « bouclier de la foi chrétienne », qui comprend quatre champs et six bandeaux, selon la coutume, mais chacun de ces quatre champs contient cinq mentions superposées. L'ensemble forme donc cinq diagrammes parallèles, avec une structure identique : centrale-positive et périphérique-négative,.

## Galerie

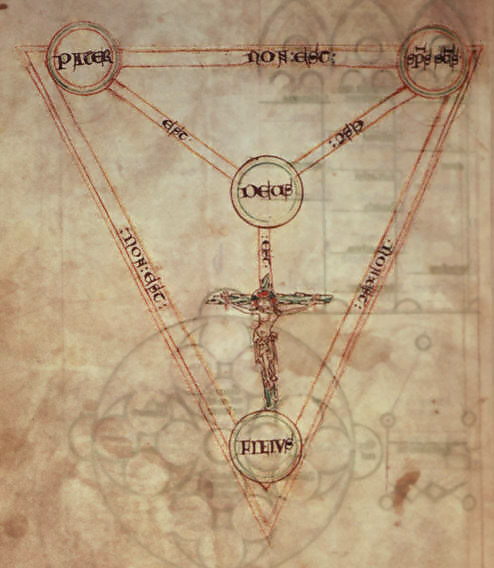
La version la plus ancienne du Scutum Fidei : le manuscrit de Pierre de Poitiers, v. 1210.
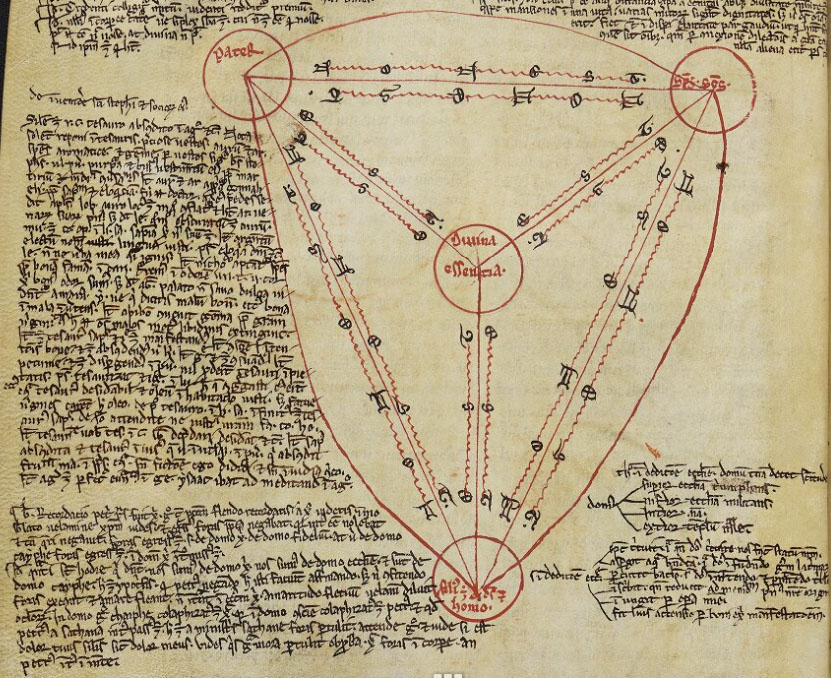
Illustration d'un livre de Robert Grossetête, v. 1230, cathédrale de Durham. Le cercle central porte l'inscription Divina Essentia au lieu de l'habituel Deus.
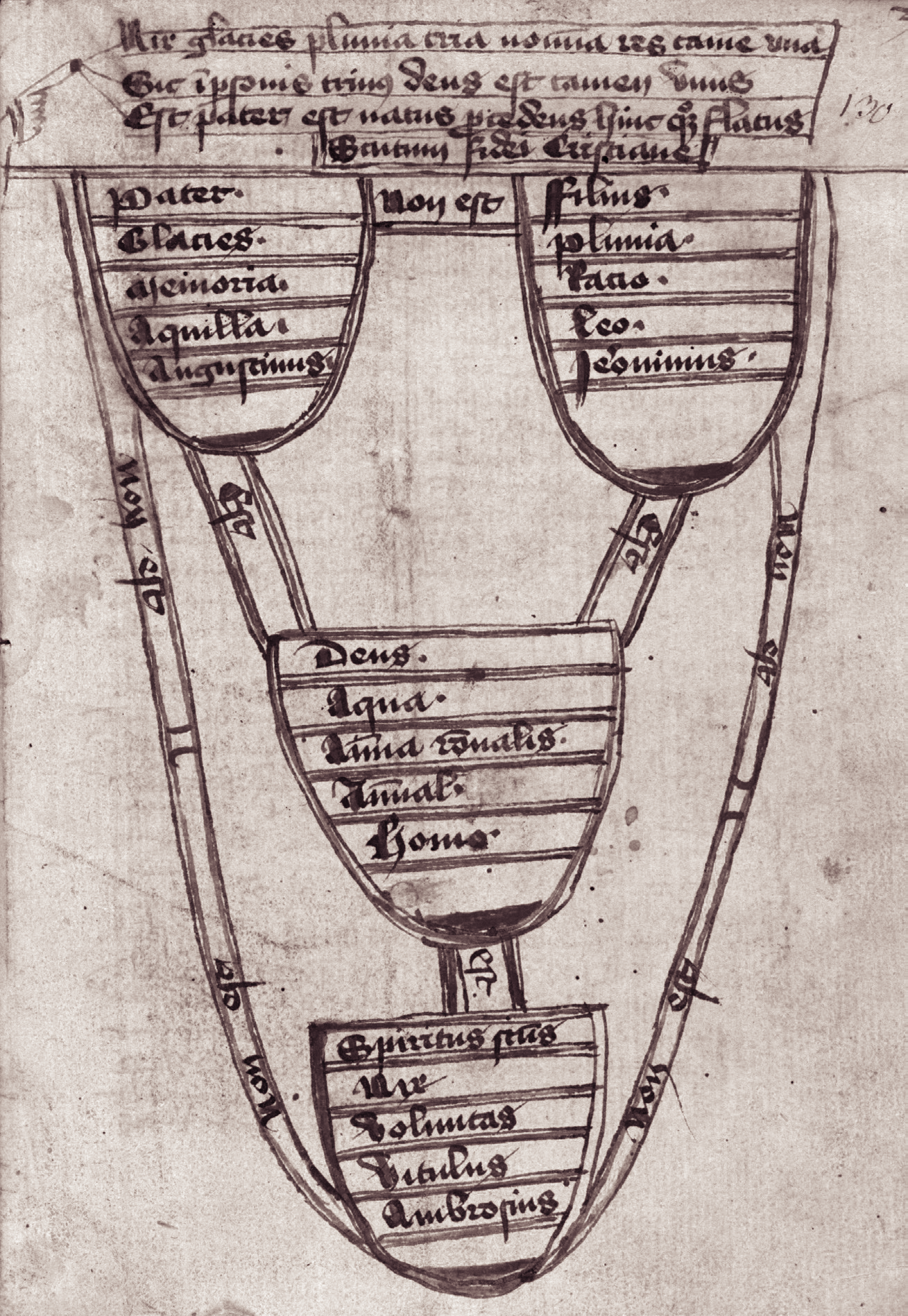
Le Scutum Fidei Christianæ de Jérôme de Prague.
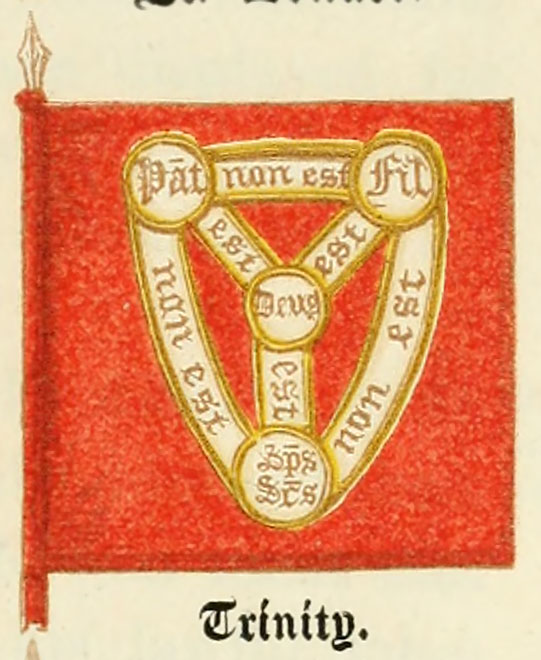
Reconstitution (1833) de la bannière de la Trinité portée par Henri V d'Angleterre à la bataille d'Azincourt en 1415. Le rouge, gueules, caractérise les rois d'Angleterre.
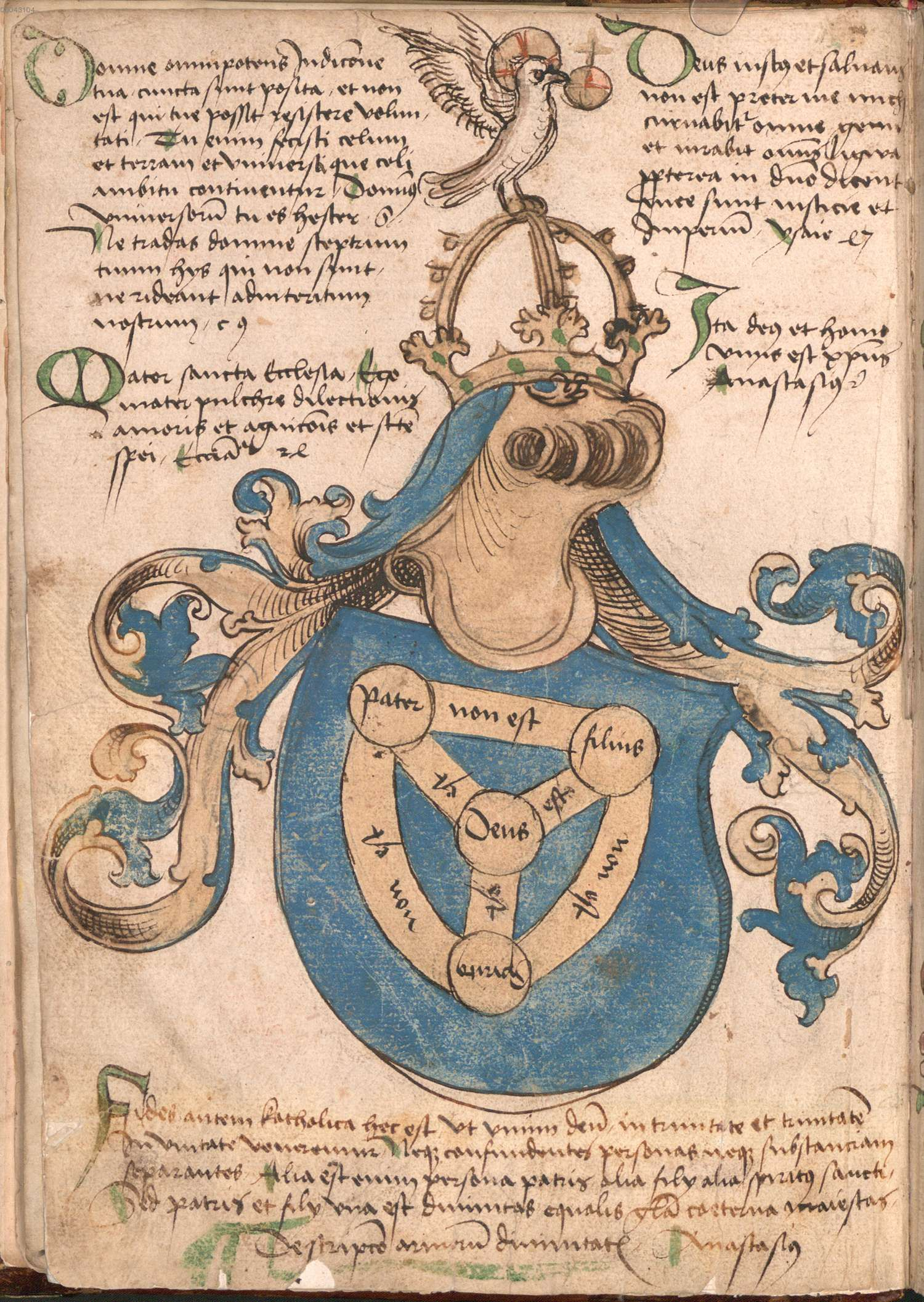
Le « blason de Dieu » répertorié dans l'Armorial de Wernigerode (en), v. 1490.
Armoiries du diocèse anglican de l'île de la Trinité.

### Articles liés
- Symbole d'Athanase
- Miles Christianus (en)